# Samuel Scheidt
Samuel Scheidt (pokřtěn 14. listopadu 1587 v Halle, zemřel 3. dubna 1654 tamtéž) byl německý varhaník a hudební skladatel baroka. Společně s Heinrichem Schützem a Johannem Hermannem Scheinem tvoří trojici významných německých hudebních skladatelů 17. století, jejichž příjmení začínají na S.

## Život
Když Scheidt absolvoval první hudební vzdělání, stal se varhaníkem v kostele sv. Mořice v Halle. Díky známostem následně v letech 1607-1609 pobýval v Amsterdamu, kde se učil u slavného Jana Pietrszoona Sweelincka. Po návratu byl povolán markrabětem Kristiánem Vilémem Braniborským do funkce dvorního varhaníka v Halle. Zde pracoval společně s Michaelem Praetoriem. Roku 1618 odešel jako zřejmě známý expert varhanář do blízkého Eislebenu, poté společně s Praetoriem a Schützem do Bayreuthu. Scheidtova údajná spolupráce se Schützem a Praetoriem v Magdeburku, o níž se často psalo, je patrně omyl.
Roku 1624 napsal Scheidt svoje Tabulatura nova. Jednalo se o první sbírku skladeb pro klávesové nástroje, v níž byl v Německu poprvé použit systém pětiřádkového notového zápisu (Partiturnotation). Někdy kolem roku 1620 Scheidt též vydal sbírku náboženských vokálních skladeb Cantiones sacrae, na níž roku 1621 navázaly Concertus sacri, v následujících letech potom instrumentální sbírky Ludi musici.
Roku 1627, když už mu bylo čtyřicet let, si vzal Helenu Magdalenu Keller v kostele sv. Petra ve Wörmlitzu (dnes část Halle). Měl s ní šest dětí, ale jen dvě přežily epidemii moru v roce 1636. Když roku 1628 jeho zaměstnavatel markrabě Christian utekl před Valdštejnovými vojáky, přišel Scheidt o práci. Ještě toho roku ale byl zvlášť pro něj vytvořen úřad hudebního ředitele pro tři velké městské kostely (Panny Marie, sv. Mořice a sv. Ulricha). Roku 1630 nicméně o toto místo opět přišel – příčinou mohla být podle novějšího bádání spíš rekatolizace města než Scheidtův spor s gymnaziálním rektorem Christianem Gueintzem. Od té doby se Scheidt živil jako „soukromník“ výukou a příležitostným provozováním hudby. Přesto mohl po roce 1631 vydat čtyři svazky duchovních koncertů, i když jen v redukované podobě, kdežto jejich vícehlasé verze se ztratily. Po roce 1644 vydal sedmdesát symfonií, které se daly použít jako vložky do duchovních koncertů. Roku 1650 vyšlo jeho poslední dílo, tzv. Zhořelecká tabulatura (Görlitzer Tabulatur). Na konci života přišel v důsledku války o celý svůj majetek a zemřel v chudobě.

## Výběr z díla
- Cantiones sacrae (1620)
- Ludi Musici (1621)
- Tabulatura nova I-III (1624)
- Geistliche Konzerte Teil I (1631)
- Geistliche Konzerte Teil II (1634)
- Geistliche Konzerte Teil III (1635)
- Liebliche Kraftblümlein (1635)
- Geistliche Konzerte Teil IV (1640)
- LXX Symphonias (1644)
- Görlitzer Tabulaturbuch (1650)